# Tam quốc chí: Rồng tái sinh
Tam quốc chí: Rồng tái sinh (chữ Hán: 三國之見龍卸甲, tạm dịch: Tam Quốc Chí: Rồng cởi giáp, tựa tiếng Anh: Three Kingdoms: Resurrection of the Dragon) hay Tam quốc chi kiến long tá giáp là một bộ phim Trung Quốc-Hồng Kông phát hành năm 2008 của đạo diễn Lý Nhân Cảng. Với kinh phí 25 triệu USD, Tam quốc chi kiến long tá giáp tái hiện cuộc đời của Triệu Tử Long, một vị tướng nổi tiếng thời Tam Quốc. Bộ phim có sự tham gia của một số diễn viên hàng đầu Hồng Kông là Lưu Đức Hoa, Hồng Kim Bảo và Maggie Q. Đây là một trong hai bộ phim kinh phí lớn làm về đề tài Tam Quốc được phát hành trong năm 2008, bộ phim còn lại là Xích Bích của đạo diễn Ngô Vũ Sâm.

## Nội dung
Bộ phim bắt đầu bằng lời kể của La Bình An (Hồng Kim Bảo) về Triệu Tử Long (Lưu Đức Hoa), một người đồng hương Thường Sơn của ông, vốn nhập ngũ chỉ với hi vọng thiên hạ sớm thái bình để anh có thể lập gia đình sống yên ổn. Hai người nhanh chóng trở nên thân thiết và kết nghĩa anh em. Mới gia nhập quân đội của Lưu Bị (Nhạc Hoa) được một thời gian ngắn Tử Long và Bình An đã lập công đầu khi đánh tan một đội quân Tào Ngụy đông hơn nhiều lần nhờ mưu kế của Gia Cát Lượng (Bộc Tồn Hân).
Sau chiến công đầu, Bình An được giao trọng trách bảo vệ vợ con của Lưu Bị trong thời gian diễn ra trận Trường Bản. Tuy nhiên trên đường rút chạy gặp quân Ngụy đuổi tới gần, Bình An đã bối rối và để lạc hai vợ cùng A Đẩu, con trai duy nhất của Lưu Bị. Khi về đến nơi trú quân của Lưu Bị tại Phượng Minh Sơn, Trương Phi (Trần Chi Huy) định giết Bình An nhưng Triệu Tử Long (trong phim chỉ dùng tên tự, không nhắc đến tên thật Triệu Vân của ông) đã ngăn lại và tuyên bố phải bước qua xác mình thì Trương Phi mới được giết Bình An. Hai người Trương - Triệu bắt đầu tỉ võ, sau đó cả Quan Vũ (Địch Long) cũng tham gia. Cuối cùng Lưu Bị chứng kiến sự dũng cảm và tài năng của Tử Long đã đồng ý cho anh một mình một ngựa đi tìm A Đẩu và phu nhân.
Tại Đương Dương, Tử Long tìm thấy A Đẩu may mắn còn sống sót do được Lưu phu nhân che chở. Anh buộc A Đẩu vào sau lưng và xông thẳng vào quân Tào. Cùng lúc đó Tào Tháo (Lưu Tùng Nhân) và cháu gái ông là Tào Anh đứng từ trên cao quan sát trận đánh. Thấy sự dũng cảm của Tử Long, Tào Tháo ra lệnh cho quân Tào chỉ được bắt sống chứ không được giết, vì vậy quân Tào không dùng đến cung tên trong trận này. Tả xung hữu đột giữa vòng vây quân Tào, Tử Long đánh liều phi ngựa thẳng lên gò quan sát của Tào Tháo và cướp lấy thanh kiếm Ỷ Thiên của ông ta rồi phi ngựa nhảy qua một bờ vực sâu thoát khỏi sự truy đuổi của quân Tào, trước đó con ngựa của Tử Long dù bị thương tích cũng gượng dậy và cõng chủ nhân của nó vượt qua trận địa.
Lập được nhiều công lớn, Tử Long được Lưu Bị tin tưởng và giao cho chức Chinh Bắc tướng quân, một trong Ngũ hổ tướng khi ông lên ngôi hoàng đế. Hơn hai mươi năm chinh phạt liên miên sau đó, Ngũ hổ tướng gồm Quan Vũ, Trương Phi, Mã Siêu (Mạnh Hòa Ô Lực Cát), Hoàng Trung (Vương Hồng Đào) đều lần lượt qua đời, chỉ còn lại duy nhất Tử Long. Trong lần Bắc phạt thứ nhất (ra Kỳ Sơn lần thứ nhất), Gia Cát Lượng định trao quyền chỉ huy cho Quan Hưng (Ngô Kiến Hào) và Trương Bào (Đinh Hải Phong) nhưng Tử Long đã xin thừa tướng cho mình ra trận lần cuối. Ái ngại vì tuổi tác và muốn giữ lại danh tiếng vị tướng "bất khả chiến bại" của Tử Long, Gia Cát Lượng khuyên ông không nên ra trận, tuy vậy cuối cùng Thục Hán thừa tướng cũng phải đồng ý và trao cho Tử Long hai cẩm nang để ông dùng khi ra trận.
Đến cửa ải nước Thục, quân Thục Hán theo cẩm nang thứ nhất của Khổng Minh chia làm hai hướng, một hướng do Tử Long và Đặng Chi (An Chí Kiệt) cầm quân tiến theo đường hẻm, một hướng do Quan Hưng và Trương Bào tiến theo đường lớn. Ở đường hẻm quân của Tử Long gặp quân đội Ngụy do Hàn Đức (Vu Vinh Quang) cùng bốn người con chỉ huy. Thấy Tử Long đã già, Hàn Đức khinh thường sai con ra đánh nhưng Tử Long đã một mình giết cả bốn con của viên tướng Ngụy. Quân Ngụy bỏ chạy, Tử Long xua quân đuổi theo và lọt vào cái bẫy giăng sẵn của công chúa Tào Anh (Maggie Q), lúc này đã lớn và là nữ chỉ huy của quân Tào. Bị bao vây ba mặt, quân Thục buộc phải rút về Phượng Minh Sơn, nơi trước kia Tử Long đã ra mắt ba anh em Lưu Bị. Lúc này Tử Long mới mở cẩm nang thứ hai của Gia Cát Lượng ra và biết rằng đội quân của ông chỉ đóng vai trò mồi nhử hút quân Ngụy, tạo điều kiện cho đại quân của Quan Hưng - Trương Bào đánh ra Trung Nguyên. Tuy nhiên Quan Hưng và Trương Bào đã bị quân Ngụy phục kích và giết chết.
Tử Long quyết định đấu tay đôi với Tào Anh, kết quả là vị tướng họ Triệu đã chiến thắng. Khi quân Ngụy tiến về phía doanh trại, Tử Long cho phép toàn bộ binh lính của mình ra ngoài chiến đấu. Quân Thục gần như chết sạch vì quân Ngụy có sử dụng thuốc nổ, Đặng Chi và Hàn Đức cũng chết trong trận đánh này. Bình An tiết lộ rằng ông ghen tị với Tử Long vì suốt nhiều năm qua Tử Long luôn được thăng chức trong khi ông vẫn chỉ là người lính bình thường. Hai anh em sau đó nhanh chóng làm hòa với nhau. Bộ phim kết thúc với cảnh Bình An đánh trống trận trong khi Tử Long một mình xông thẳng về phía hàng ngàn quân địch.

## Bảng phân vai
| Nhân vật                      | Chữ Hán | Diễn viên          | Chú thích                                                      |
| ----------------------------- | ------- | ------------------ | -------------------------------------------------------------- |
| Triệu Tử Long                 | 趙子龍  | Lưu Đức Hoa        |                                                                |
| Tào Anh                       | 曹嬰    | Maggie Q           | Nhân vật hư cấu, cháu gái của Tào Tháo                         |
| La Bình An                    | 羅平安  | Hồng Kim Bảo       | Nhân vật hư cấu, đồng hương và anh kết nghĩa của Triệu Tử Long |
| Lưu Bị                        | 劉備    | Nhạc Hoa           |                                                                |
| Quan Vũ                       | 關羽    | Địch Long          |                                                                |
| Trương Phi                    | 張飛    | Trần Chi Huy       |                                                                |
| Đặng Chi                      | 鄧芝    | An Chí Kiệt        |                                                                |
| Gia Cát Lượng                 | 諸葛亮  | Bộc Tồn Hân        |                                                                |
| Quan Hưng                     | 關興    | Ngô Kiến Hào       |                                                                |
| Trương Bào                    | 張苞    | Đinh Hải Phong     |                                                                |
| Tào Tháo                      | 曹操    | Lưu Tùng Nhân      |                                                                |
| Hàn Đức                       | 韓德    | Vu Vinh Quang      |                                                                |
| Mã Siêu                       | 馬超    | Mạnh Hòa Ô Lực Cát |                                                                |
| Hoàng Trung                   | 黄忠    | Vương Hồng Đào     |                                                                |
| Tướng tiên phong của Tào Tháo |         | Kế Xuân Hoa        |                                                                |

## Sản xuất
Khi Lưu Đức Hoa được chọn vào vai Triệu Tử Long, một số ý kiến cho rằng anh đã quá già để hóa thân vào một thanh niên như Tử Long (Lưu Đức Hoa đã 46 tuổi khi vào vai này), diễn viên họ Lưu cho rằng bộ phim mô tả lại cả cuộc đời từ tuổi thanh xuân đến lúc tuổi già của Triệu Tử Long nên điều quan trọng là diễn xuất và kịch bản chứ không phải độ tuổi của anh. Còn Maggie Q, vốn không phải là diễn viên người Hoa (cô mang hai dòng máu Mỹ - Việt) cũng gặp khó khăn khi lặp lại ngôn ngữ và cử chỉ của một phụ nữ quyền quý như tạo hình của Tào Anh, tuy vậy cô cũng được Hồng Kim Bảo (người kiêm chức chỉ đạo võ thuật cho phim) khen ngợi về khả năng diễn xuất và đánh giá cô có thể tiếp bước được hai ngôi sao lớn Chương Tử Di và Dương Tử Quỳnh.
Các hãng sản xuất Tam quốc chi kiến long tá giáp là Visualizer Film Production Ltd, China Film Group của Trung Quốc cùng Taewon Entertainment của Hàn Quốc. Việc tạo hình nhân vật đã gặp một số chỉ trích khi nó không miêu tả hoàn toàn chính xác trang phục thời nhà Hán.